# Gran Premio di San Marino 1987
Il Gran Premio di San Marino 1987 è stato il 438º Gran Premio di Formula 1 della storia, corso il 3 maggio 1987 sul tracciato di Imola, intitolato a Dino Ferrari. Fu la seconda gara del Campionato mondiale di Formula 1 1987.

## Prima della gara
- La Ligier tornò a schierare le proprie vetture, dopo aver saltato il primo Gran Premio della stagione per adattare il proprio telaio ai motori Megatron, al cui impiego il team francese era stato costretto dopo l'improvviso abbandono da parte dell'Alfa Romeo, passata sotto il controllo del gruppo FIAT[3].
- La Osella schierò una tantum una seconda monoposto, affidandola a Gabriele Tarquini.
- Fece la sua comparsa una nuova scuderia, la Larrousse di Gérard Larrousse e Didier Calmels, che schierò una vettura per Philippe Alliot; le monoposto iscritte divennero quindi 27.

## Riassunto della gara

Gli uomini esaminano la FW11B di Nelson Piquet dopo l'incidente occorso al brasiliano alla curva Tamburello, nelle prove del venerdì, che gli impedirà di prendere parte la domenica seguente al Gran Premio

Nelle prove del venerdì Piquet venne eliminato dalla gara a causa di un incidente alla curva del Tamburello. Il brasiliano soffrì di una perdita d'aria ad uno pneumatico della sua Williams, che si concluse in un violento impatto contro le barriere. Benché a suo dire avesse solo un leggero dolore alla caviglia, Piquet fu trasportato al vicino Ospedale Bellaria di Bologna, e dopo i controlli medici gli fu proibito di prendere parte alla corsa. Venne allora invitato dalla RAI a commentare il Gran Premio al fianco di Mario Poltronieri e Clay Regazzoni.
Allarmata da un eccessivo effetto di blistering e dal fatto che l'incidente di Piquet fosse dovuto ad una perdita d'aria dello pneumatico, la Goodyear ritirò tutti gli pneumatici assegnati ai team. Una nuova serie di gomme venne fatta arrivare in volo e le nuove gomme furono disponibili per tutti i team la domenica di gara.
In qualifica Ayrton Senna conquistò la pole position con la Lotus davanti a Nigel Mansell su Williams. La seconda fila fu occupata da Teo Fabi su Benetton e dalla McLaren di Alain Prost. La Ferrari, nella sua gara "di casa", occupò interamente la terza fila, con Michele Alboreto quinto davanti a Gerhard Berger.
La gara ebbe due start, poiché nel primo Martin Brundle, Thierry Boutsen ed Eddie Cheever rimasero fermi sulle rispettive piazzole di partenza. Satoru Nakajima partì dalla corsia dei box a causa di una batteria difettosa, che il giapponese dovette sostituire; René Arnoux non poté prendere parte alla seconda partenza a causa della rottura di una sospensione.

La fa il suo debutto stagionale a Imola, portando in gara la nuova JS29B spinta dal motore Megatron

Al secondo via, Senna mantenne la prima posizione, ma un giro dopo venne sorpassato alla curva Tosa da Nigel Mansell, che si avviò a dominare la gara. Senna fu sorpassato anche da Prost al sesto giro, per poi cominciare un duello con le due Ferrari, e riprendersi la seconda posizione quando Prost fu costretto al ritiro da un guasto all'alternatore. Berger si ritirò al 17º giro con un guasto al turbo, e poco dopo Alboreto sorpassò Senna e guadagnò la seconda posizione.
Al 22º giro Mansell anticipò il pit-stop a causa di una perdita di bilanciamento, e per tre giri Alboreto si ritrovò al comando della gara di casa. Senna riprese la prima posizione dopo il pit-stop di Alboreto, prima di fermarsi anch'egli e restituire la leadership a Mansell. Riccardo Patrese si ritrovò dopo il pit-stop del brasiliano in seconda posizione, ma si ritirò per un guasto all'alternatore al 51º giro. Contemporaneamente Teo Fabi si ritirò per problemi al motore. La gara dell'italiano fu compromessa dall'inizio, quando in partenza l'ala anteriore risultò danneggiata, ma nonostante ciò egli lottò facendo segnare anche il giro veloce della gara.
Mansell vinse con relativa facilità la corsa, precedendo Senna che raggiunse la seconda posizione sorpassando nel finale Alboreto, a causa dei problemi al turbo di quest'ultimo, che riuscì comunque a conquistare il gradino più basso del podio. Stefan Johansson concluse la gara in quarta posizione, grazie al ritiro di Derek Warwick che esaurì la benzina a pochi giri dalla fine. Quinto fu Martin Brundle, che portò la Zakspeed a punti per l'unica volta nella storia del team tedesco, mentre Nakajima fu classificato in sesta posizione, guadagnando l'ultimo punto, nonostante avesse anch'egli finito il carburante a poche tornate dal termine. Per la Ford (in collaborazione con Cosworth) è il primo giro veloce dal Gran Premio degli Stati Uniti d'America-Est 1983.

## Qualifiche
| Pos | No | Pilota             | Costruttore              | Q1       | Q2          | Distacco |
| --- | -- | ------------------ | ------------------------ | -------- | ----------- | -------- |
| 1   | 11 | Ayrton Senna       | Lotus - Honda            | 1.27:543 | 1'25"826    |          |
| 2   | 5  | Nigel Mansell      | Williams - Honda         | 1.26:204 | 1'25"946    | +0"120   |
| 3   | 6  | Nelson Piquet      | Williams - Honda         | 1.25:997 | senza tempo | +0,171   |
| 4   | 1  | Alain Prost        | McLaren - TAG Porsche    | 1.29:317 | 1'26"135    | +0"309   |
| 5   | 19 | Teo Fabi           | Benetton - Ford          | 1.27:801 | 1'27"270    | +1"444   |
| 6   | 28 | Gerhard Berger     | Ferrari                  | 1.28:229 | 1'27"280    | +1"454   |
| 7   | 27 | Michele Alboreto   | Ferrari                  | 1.29:653 | 1'28"074    | +2"248   |
| 8   | 7  | Riccardo Patrese   | Brabham - BMW            | 1.28:447 | 1'28"421    | +2"595   |
| 9   | 2  | Stefan Johansson   | McLaren - TAG Porsche    | 1.30:416 | 1'28"708    | +2"882   |
| 10  | 18 | Eddie Cheever      | Arrows - Megatron        | 1.30:379 | 1'28"848    | +3"022   |
| 11  | 17 | Derek Warwick      | Arrows - Megatron        | 1'28"887 | 1.29:236    | +3"061   |
| 12  | 20 | Thierry Boutsen    | Benetton - Ford          | 1.28:929 | 1'28"908    | +3"082   |
| 13  | 12 | Satoru Nakajima    | Lotus - Honda            | 1'29"579 | 1.30:545    | +3"751   |
| 14  | 25 | René Arnoux        | Ligier - Megatron        | 1.31:078 | 1'29"861    | +4"035   |
| 15  | 8  | Andrea De Cesaris  | Brabham - BMW            | 1.30:627 | 1'30"382    | +4"556   |
| 16  | 9  | Martin Brundle     | Zakspeed                 | 1.31:931 | 1'31"094    | +5"268   |
| 17  | 24 | Alessandro Nannini | Minardi - Motori Moderni | 1'31"789 | senza tempo | +5"963   |
| 18  | 23 | Adrián Campos      | Minardi - Motori Moderni | 1.41:520 | 1'31"818    | +5"992   |
| 19  | 10 | Christian Danner   | Zakspeed                 | 1.32:977 | 1'31"903    | +6"077   |
| 20  | 26 | Piercarlo Ghinzani | Ligier - Megatron        | 1.32:873 | 1'32"248    | +6"422   |
| 21  | 21 | Alex Caffi         | Osella - Alfa Romeo      | 1'32"308 | 1.33:298    | +6"482   |
| 22  | 4  | Philippe Streiff   | Tyrrell - Ford           | 1.35:001 | 1'33"155    | +7"329   |
| 23  | 30 | Philippe Alliot    | Lola Larrousse - Ford    | 1.34:458 | 1'33"846    | +8"020   |
| 24  | 16 | Ivan Capelli       | March - Ford             | 1.37:463 | 1'33"872    | +8"046   |
| 25  | 3  | Jonathan Palmer    | Tyrrell - Ford           | 1'34"632 | 1.36:127    | +8"806   |
| 26  | 14 | Pascal Fabre       | AGS - Ford               | 1.39:747 | 1'36"159    | +10"333  |
| 27  | 22 | Gabriele Tarquini  | Osella - Alfa Romeo      | 1'43"446 | senza tempo | +17"620  |

## Ordine d'arrivo
| Pos    | N° | Pilota             | Team                     | Giri | Tempo/Ritiro        | Partenza | Punti |
| ------ | -- | ------------------ | ------------------------ | ---- | ------------------- | -------- | ----- |
| 1      | 5  | Nigel Mansell      | Williams - Honda         | 59   | 1h31'24"076         | 2        | 9     |
| 2      | 12 | Ayrton Senna       | Lotus - Honda            | 59   | + 27"545            | 1        | 6     |
| 3      | 27 | Michele Alboreto   | Ferrari                  | 59   | + 39"144            | 6        | 4     |
| 4      | 2  | Stefan Johansson   | McLaren - TAG Porsche    | 59   | + 1'00"588          | 8        | 3     |
| 5      | 9  | Martin Brundle     | Zakspeed                 | 57   | + 2 giri            | 14       | 2     |
| 6      | 11 | Satoru Nakajima    | Lotus - Honda            | 57   | Esaurimento benzina | 12       | 1     |
| 7      | 10 | Christian Danner   | Zakspeed                 | 57   | + 2 giri            | 17       |       |
| 8 (1)  | 4  | Philippe Streiff   | Tyrrell - Ford           | 57   | + 2 giri            | 20       |       |
| 9      | 7  | Riccardo Patrese   | Brabham - BMW            | 57   | + 2 giri            | 7        |       |
| 10 (2) | 30 | Philippe Alliot    | Larrousse - Ford         | 56   | + 3 giri            | 21       |       |
| 11     | 17 | Derek Warwick      | Arrows - Megatron        | 55   | Esaurimento benzina | 10       |       |
| 12     | 21 | Alex Caffi         | Osella - Alfa Romeo      | 54   | Esaurimento benzina | 19       |       |
| 13 (3) | 14 | Pascal Fabre       | AGS - Ford               | 53   | + 6 giri            | 24       |       |
| Rit    | 19 | Teo Fabi           | Benetton - Ford          | 51   | Turbo               | 4        |       |
| Rit    | 20 | Thierry Boutsen    | Benetton - Ford          | 48   | Motore              | 11       |       |
| Rit    | 18 | Eddie Cheever      | Arrows - Megatron        | 48   | Frizione            | 9        |       |
| Rit    | 3  | Jonathan Palmer    | Tyrrell - Ford           | 48   | Frizione            | 23       |       |
| Rit    | 8  | Andrea De Cesaris  | Brabham - BMW            | 39   | Foratura            | 13       |       |
| Rit    | 23 | Adrián Campos      | Minardi - Motori Moderni | 30   | Trasmissione        | 16       |       |
| Rit    | 22 | Gabriele Tarquini  | Osella - Alfa Romeo      | 26   | Trasmissione        | 25       |       |
| Rit    | 24 | Alessandro Nannini | Minardi - Motori Moderni | 25   | Turbo               | 15       |       |
| Rit    | 16 | Ivan Capelli       | March - Ford             | 18   | Motore              | 22       |       |
| Rit    | 28 | Gerhard Berger     | Ferrari                  | 16   | Problema elettrico  | 5        |       |
| Rit    | 1  | Alain Prost        | McLaren - TAG Porsche    | 14   | Problema elettrico  | 3        |       |
| Rit    | 26 | Piercarlo Ghinzani | Ligier - Megatron        | 7    | Sterzo              | 18       |       |
| NP     | 6  | Nelson Piquet      | Williams - Honda         |      | Infortunio          |          |       |
| NP     | 25 | René Arnoux        | Ligier - Megatron        | 0    | Sospensione         |          |       |

Tra parentesi le posizioni valide per il Jim Clark Trophy, per le monoposto con motori aspirati.

## Classifiche

### Piloti
| Pos | Pilota           | Punti |
| --- | ---------------- | ----- |
| 1   | Nigel Mansell    | 10    |
| 2   | Alain Prost      | 9     |
| 3   | Stefan Johansson | 7     |
| 4   | Nelson Piquet    | 6     |
| 5   | Ayrton Senna     | 6     |
| 6   | Michele Alboreto | 4     |
| 7   | Gerhard Berger   | 3     |
| 8   | Thierry Boutsen  | 2     |
| 9   | Martin Brundle   | 2     |
| 10  | Satoru Nakajima  | 1     |

### Costruttori
| Pos | Team                  | Punti |
| --- | --------------------- | ----- |
| 1   | McLaren - TAG Porsche | 16    |
| 2   | Williams - Honda      | 16    |
| 3   | Ferrari               | 7     |
| 4   | Lotus - Honda         | 7     |
| 5   | Benetton - Ford       | 2     |
| 6   | Zakspeed              | 2     |

### Trofeo Jim Clark
| Pos | Pilota           | Punti |
| --- | ---------------- | ----- |
| 1   | Philippe Streiff | 15    |
| 2   | Jonathan Palmer  | 9     |
| 3   | Pascal Fabre     | 8     |
| 4   | Philippe Alliot  | 6     |

### Trofeo Colin Chapman
| Pos | Team           | Punti |
| --- | -------------- | ----- |
| 1   | Tyrrell-Ford   | 24    |
| 2   | AGS-Ford       | 8     |
| 3   | Larrousse-Ford | 6     |